# Ute von Bloh
Ute von Bloh (* 30. November 1951 in Bremen) ist eine deutsche Philologin und Mediävistin.

## Leben
Nach der Promotion zum Dr. phil. 1988 in Hamburg und Habilitation in München 1997 wurde sie Professorin für deutsche Philologie des Mittelalters und der frühen Neuzeit in Potsdam.

## Schriften (Auswahl)
- Die illustrierten Historienbibeln. Text und Bild in Prolog und Schöpfungsgeschichte der deutschsprachigen Historienbibeln des Spätmittelalters. Bern 1993, ISBN 3-906751-34-1.
- Ausgerenkte Ordnung. Vier Prosaepen aus dem Umkreis der Gräfin Elisabeth von Nassau-Saarbrücken: ‹Herzog Herpin›, ‹Loher und Maller›, ‹Huge Scheppel›, ‹Königin Sibille›. Tübingen 2002, ISBN 3-484-89119-X.
- mit Bernd Bastert: Loher und Maller – Herzog Herpin. Kommentar und Erschließung. Berlin 2017, ISBN 3-503-17475-3.